# Armand Jean Le Bouthillier de Rancé

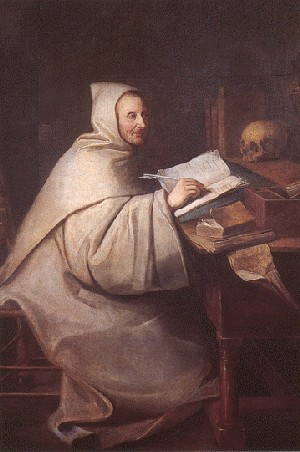
Hyacinthe Rigaud, Armand Jean Le Bouthillier de Rancé, opat La Trappe

Armand Jean Le Bouthillier de Rancé (9. ledna 1626 Paříž – 27. října 1700 Soligny-la-Trappe) byl francouzský konvertita, autor polemických spisů a duchovních děl. V roce 1664 založil v opatství La Trappe Řád cisterciáků přísné observance – trapistů.
Chateaubriand napsal roku 1844 Rancého životopis.

## Životopis
Na kněze byl Rancé vysvěcen roku 1651 svým strýcem Victorem Le Bouthillierem, arcibiskupem z Tours. Tento fakt však neznamenal žádnou změnu v jeho stylu života, který byl velmi světský. O rok později zemřel jeho otec, který mu zanechal rozsáhlé majetky. Již ve věku 26 let tak Rancé disponoval značným bohatstvím, které neváhal utrácet za hostiny a pořádání honů, pro které měl velkou vášeň. Hlasu svého svědomí nevěnoval velkou pozornost.
První událostí, která ho duchovně zasáhla a vedla k jeho konverzi, byla smrt jeho milenky Marie d'Avaugour, vévodkyně z Montbazonu, v roce 1657. Odjel na svůj zámek ve Verets, kde se věnoval úvahám o marnostech života. Začal pak žít více v souladu se svými povinnostmi. O tři roky později na něj obrovským dojmem zapůsobila také smrt jeho přítele Gastona, vévody z Orléans. Zbavil se pak veškerého majetku s výjimkou opatství La Trappe, kam poprvé přijel roku 1662. O rok později získal od krále povolení k reformě klášterního života.

## Dílo
- Conduite chrétienne adressée à Son Altesse Royalle Madame de Guise, Paris, Delaulne, 1703
- Constitutions de l'abbaye de La Trappe, avec des réflexions, Bruxelles, Lambert Marchant, 1702
- De la sainteté et des devoirs de la vie monastique, Paris, François Muguet, 1683
- Lettres de Armand-Jean Le Bouthillier de Rancé abbé et réformateur de la trappe, Éd. Benoît Gonod, Paris, d’Amyot, 1846
- Lettres de piété ; écrites à différentes personnes, Paris, Muguet, 1704
- Maximes chrétiennes et morales, Delft, Henri van Rhyn, 1699

### Francouzsky
- François René de Chateaubriand, Vie de Rancé.
- "Rancé, le soleil noir", Jean-Maurice de Montremy, Librairie académique Perrin, 2006
- Henri Brémond, « L'abbé Tempête », Armand de Rancé, réformateur de la Trappe, Paris, Hachette 1929
- Blandine Barret-Kriegel, La querelle Mabillon-Rancé Voltaire, Paris, Quai Voltaire,1992
- Louis Dubois, Histoire de l'abbé de Rancé et de sa réforme, Paris, A. Bray, 1866
- B. d’Exauvillez, Histoire de l'abbé de Rancé, réformateur de La Trappe, Paris, J. Delsol, 1868
- J M Gassier, Histoire de l'abbé de Rancé et de sa réforme, composée avec ses écrits, ses lettres, ses règlements et un grand nombre de documents contemporains inédits ou peu connus, Paris, Bray, 1866
- Daniel de Larroque, Les véritables motifs de la conversion de l'abbé de La Trappe, Cologne, Pierre Marteau, 1685
- Pierre Le Nain, La vie de dom Armand-Jean le Bouthillier de Rancé, abbé & réformateur de l'Abbaye de la Malson-Dieu-Notre-Dame de la Trappe, Paris, Florentin Delaulne, 1719
- Jacques Marsollier, La vie de Dom Armand Jean le Bouthillier de Rancé, Paris, Jean de Nully, 1703
- Fr. Aurel Bela Mensáros, L'abbé de Rancé et la règle bénédictine, Rome, Pontificium Athenaeum Anselmianum, 1967
- Marie Léon Serrant, L'Abbé de Rancé et Bossuet : ou, Le grand moine et le grand évêque du grand siècle, Paris, Ch. Douniol, 1903

### Anglicky
- A. J. Krailsheimer, Armand-Jean de Rancé, Abbot of La Trappe : his influence in the cloister and the world, Oxford, Clarendon Press, 1974